# LncRNAdb
lncRNAdb在生物信息学里是一个长链非编码RNA的生物学数据库。此数据库主要关注那些在试验上已经表征其生物学功能的那些RNA。此数据库目前已经保存来自越60种物种的超过150种lncRNA类信息。此数据库中lncRNA类的例子有HOTAIR与Xist。